# Priotelus
Priotelus és un gènere d'ocells de la família dels trogònids (Trogonidae). Aquests trogons habiten zones boscoses de Cuba (incloent l'Illa de la Juventud) i l'Hispaniola.

## Taxonomia
Segons la classificació del Congrés Ornitològic Internacional (versió 2.5, 2010) aquest gènere conté dues espècies:
- Priotelus temnurus - Trogon de Cuba[2]
- Priotelus roseigaster - Trogon de la Hispaniola va ser inclosa al gènere monotípic Temnotrogon.[3]